# Тара Крос Бетл
Тара Крос-Бетл (рођена 16. септембра 1968. године у граду Хјустон, Тексас) је пензионисана одбојкашица из САД, која је освојила бронзану медаљу са репрезентацијом САД на Летњим олимпијским играма 1992. године у Барселони, Шпанија. Она је играла одбојку за Универзитет државе Калифорније, Лонг Бич, , где је довела свој тим до титуле.
Крос-Бетл се такмичила у четири пута на летњим Олимпијским играма у целини, почев од 1992. године, након што је дебитовао у 1990. години.

## Тренутни рад
Тара тренутно ради у Хјустону у јуниорском одбојкашком клубу. Она је била тренерица клуба Texas Pride сезоне 2011. девојкама до 16 година. У сезони 2010. године је била тренерица у клубу Texas Tornados и довела је своје девојке до националног такмичења. Годину дана пре тога, у 2009. години, њена екипа је заузела 9. место у земљи.

## Клубови
- Pallavolo Анкона (1992—1995)
- Leites Nestlé  (1996—1999)
- Paraná Vôlei Clube (1999—2000)
- Flamengo (2000—2001)
- Volley Bergamo (2001—2002)
- Reggio Emilia (2002—2003)

## Међународна такмичења
- Игра Добре Воље 1990
- 1990 – Светско Првенство (бронза)
- 1991 – првенство региона Северне Америке (сребро)
- 1991 – Светско Првенство
- 1992 – летње Олимпијске игре (бронза)
- 1992 – ФИВБ супер четири (бронза)
- 1993 – Првенство региона Северне, централне Америке (сребро)
- – Светски Гран-При 1993
- 1993 – Куп шампиона ФИВБ
- – Гран При Света 1994. Године
- 1994 – Светско Првенство
- 1995 – панамериканские игре (сребро)
- 1995 – Куп Канаде (злато)
- 1995 – светски Гран При (злато)
- 1995 – Светско Првенство
- 1996 – летње Олимпијске игре (7. место)
- 2000 – летње Олимпијаде (4. место)
- 2001 – Првенство региона Северне, централне (злато)
- 2001 – Гран-При света (злато)
- 2002 – светско Првенство (сребро)
- 2002 – Гран-При света (6. место)
- 2003 – Гран-При света (бронза)
- 2003 – Светско Првенство (Бронза)
- 2004 – Гран-При света (бронза)
- 2004 – летње Олимпијске игре (5. место)

## Награде
- Првенство региона Северне, централне Америке 2001 "највреднија играчица"